# FANTASIA (東京スカパラダイスオーケストラのアルバム)
『FANTASIA』（ファンタジア）は、東京スカパラダイスオーケストラの4作目のオリジナル・アルバム。1994年4月21日にEpic/Sony Recordsからリリース。

## 概要
- クリーンヘッド・ギムラが主導して制作されたバンド初のコンセプト・アルバム。彼は本作でギターも演奏。リリースから数か月後に病に倒れ、1995年4月23日に脳腫瘍で死去したため、彼の遺作となった。
- バンマス兼パーカッション担当だったASA-CHANGが前作『PIONEERS』を以て脱退。後任メンバーも加入していないため、本作ではドラムスの青木達之がパーカッションも兼任。

## 収録曲
作詞・作曲：東京スカパラダイスオーケストラ
1. ハプニング
  - 7thシングル
2. FANTASIA I
3. Magical Fin
4. インターセプター
5. Dream Express
  - ボーカル：クリーンヘッド・ギムラ
6. ブルーマーメイド
  - 8thシングル
  - ボーカル：クリーンヘッド・ギムラ
7. Steppin' On The Road ～歩いて行こう～
8. FANTASIA II
9. Moments In Heaven
10. 朱い鳥のバラード
  - ボーカル：クリーンヘッド・ギムラ
11. Skadon
12. Black Swan Lake
13. レモンドロップス
14. Hi-Speed Bus
15. FANTASIA III
  - ボーカル：クリーンヘッド・ギムラ
16. Sweet G